# 콜롬비아 U-23 축구 국가대표팀
콜롬비아 U-23 축구 국가대표팀(스페인어: selección de fútbol sub-23 de Colombia)은 해당 연령대의 국제 축구에서 콜롬비아를 대표하는 축구 국가대표팀이며, 콜롬비아의 축구 관리 기관인 콜롬비아 축구 연맹의 관리를 받는다.
1950년에 첫 경기를 치렀다. 올림픽 대표팀으로서  1992년까지 아마추어 축구팀으로 활동했으며, 1992년부터 2004년까지 U-23 축구팀으로 활동했다. 2004년 이후로 활동하지 않다가 2016년 하계 올림픽 예선 플레이오프에 진출하면서 팀이 부활했다.